# Cantonul Caen-10
Cantonul Caen-10 este un canton din arondismentul Caen, departamentul Calvados, regiunea Basse-Normandie, Franța.

## Comune
- Caen (parțial, reședință)
- Cormelles-le-Royal
- Ifs